# Gunilla Brander-Smedberg
Gunilla Brander-Smedberg, född 1940, är en svensk textilkonstnär och lärare.
Brander-Smedberg Smedberg utbildade sig till lågstadielärare och deltog i några textila hantverkskurser och har sedan 1981 yrkesmässigt arbetat som  textilkonstnär. Hon har ställt ut bildvävnader på Nutida Konst i Uppsala, Galleri Gripen i Karlstad och med Värmlands konsthantverkare. Bland hennes offentliga arbeten märks två vävar hon skapat för Arvika kommun. Vid sidan av sitt eget skapande leder hon växtfärgningscirklar.